# Was ist denn bloß mit Willi los?
Was ist denn bloß mit Willi los? (mit Untertitel Grüß Sie Gott, Frau Stirnima) ist ein deutscher Spielfilm aus dem Jahr 1970 nach dem Theaterstück Wem Gott ein Amt gibt von Wilhelm Lichtenberg. In der Hauptrolle ist Heinz Erhardt zu sehen, weitere Auftritte haben Ralf Wolter, Rex Gildo, Willy Reichert und viele andere bekannte Schauspieler und Sänger der 1970er Jahre. Die Uraufführung erfolgte am 
17. Juli 1970.

## Handlung
Steuerinspektor Willi Winzig ist zwar nur ein kleiner Finanzbeamter, dafür hat er aber ein großes Herz für seine „Kunden“. In besonderen Härtefällen verschwinden die Akten der zahlungsunfähigen oder -unwilligen Steuerschuldner einfach im Wandschrank. Nachdem alle Schränke gefüllt sind, entsorgt Willi die Unterlagen einfach in den Papierkorb. Dummerweise entdeckt die Putzfrau die Akten und legt sie Willis Vorgesetztem, dem gestrengen Regierungsrat Motzmann auf den Schreibtisch. Drei Wochen vor seiner Pensionierung kommt Willis Verhalten so ans Licht, und Motzmann will mit einem Disziplinarverfahren dafür sorgen, dass Willi seine Pensionsansprüche verliert.
Glücklicherweise hat Willis Freund Felix eine gute Idee: Willi soll „verrückt“ spielen, damit man ihn für seine Taten nicht zur Verantwortung ziehen kann. Willi mischt dementsprechend Motzmanns Büro auf, der ihn prompt für einen Irren hält. Just in diesem Moment erhält Motzmann Besuch vom Staatssekretär Kuhländer, der den spontanen Ausbruch Willis aber völlig falsch versteht – er hält ihn für den „normalsten Beamten“ im ganzen Haus, denn schließlich, so Kuhländer, müsse jeder einmal Dampf ablassen.
Das lässt Willi natürlich nicht auf sich sitzen. Um endgültig „kaputt“ geschrieben zu werden, schmuggelt er sich auf einen Staatsempfang und sorgt dort für einen ordentlichen Eklat, in dem er erst einen ausländischen Investor beleidigt und dann den ahnungslosen Kuhländer vor den gierigen Objektiven der versammelten Presse ohrfeigt. Kuhländer, der seinen ungeliebten Job ohnehin loswerden wollte, ist aber – zu Willis Entsetzen – überglücklich, und ernennt Willi vor seinem Rücktritt noch zum Oberregierungsrat. In dieser Stellung verschiebt Willi Gelder, die für das Tierheim Kubin gedacht waren, an ein Kinderhilfsprojekt. Nachdem er zuerst wieder entlassen werden soll, entschließt sich der neue Staatssekretär, daraus selbst Gewinn zu schlagen und Willi vor der Presse zum Ministerialrat zu befördern. Kuhländer kommentiert diesen Vorgang humorvoll mit der Anmerkung, Willi bringe es bestimmt noch zum Finanzminister. Dies muss der ehemals untreue Beamte aber ablehnen, denn er möchte ja in Pension gehen – „in Vollpension“, so das Schlusswort.

## Hauptfiguren

### Willi Winzig
Willi Winzig ist eine Figur aus dem Lustspiel Wem Gott ein Amt gibt von Wilhelm Lichtenberg. Heinz Erhardt hatte Winzig zuvor bereits mehr als 500 Mal auf der Bühne verkörpert. 1962 wurde der Episodenfilm Willi Winzig als Teil des Heinz Erhardt Filmfestivals im Ersten ausgestrahlt. Am 1. Januar 1971 wurde darüber hinaus eine Inszenierung des Bühnenstücks mit Erhardt in der Hauptrolle unter dem Titel Das hat man nun davon durch die Nordprogramm Theatergastspiele als Aufzeichnung des ZDF im Fernsehen gesendet. In dem Film Unser Willi ist der Beste wurde die Geschichte um Winzig 1971 fortgesetzt.
Heinz Erhardt porträtiert den Finanzbeamten Willi Winzig und zieht alle Register des Kalauerns. Seinen verhassten Chef Motzmann bezeichnet er etwa als Schwotte (Mischung aus Schwabe und Schotte), der nur im Juli und August heize, weil dann das Öl am billigsten sei. Auch die Schreibkraft Annie Engel bekommt ihr Fett weg – sie sei ein „großer weißer Vogel“, was er damit begründet, dass die Dame sofort zur Gewerkschaft rennen würde, wenn er sie mit „dumme Gans“ titulierte.

### Felix Klein
Willis „Sidekick“ Felix Klein (Ralf Wolter) ist nicht nur sein Mitbewohner im Haus von Frau Stirnima, sondern gleichzeitig auch sein Arbeitskollege, mit dem er ein Büro teilt. Felix muss sich den gesamten Film über der Avancen von Annie Engel erwehren, wobei sich die beiden am Ende des Films finden.

### Annie Engel
Annie (Ruth Stephan) ist Sekretärin im Finanzamt, gleichzeitig aber in Felix Klein verschossen. Ihr Werben stößt aber auf taube Ohren, bis sie ihn endlich dazu überredet, sie in ihrem Karateverein zu besuchen. Zum Ende des Films hat sie endlich Erfolg und Felix gibt ihrem Werben nach.

### Helga Winzig
Helga (Stella Mooney) ist Willis Nichte und soeben von daheim ausgebüxt, um sich mit ihrem Freund Frankie (Rex Gildo), einem Beatmusiker, zu treffen. Sie kommt bei ihrem Onkel Willi unter und schleicht sich nachts aus dem Haus, um in einer Disco einem Liveauftritt von Frankie zuzusehen. Willi und Felix begeben sich auf eine abenteuerliche Reise durch das Münchner Nachtleben, die natürlich mit viel Alkohol und ohne den erhofften Fund endet.

### Frank Kuhländer
Frankie (Rex Gildo), der Beatmusiker, ist nicht nur Helgas Freund, sondern auch der Sohn des Staatssekretärs Kuhländer. Er ist für die musikalische Untermalung des Films zuständig und steuert einige Songs bei. Außerdem hält er erfolgreich um Helgas Hand an – allerdings nicht, bevor Onkel Willi von seinem Vater die entsprechende Pensionierung versprochen bekommt.

### Frau Stirnima
Helen Vita spielt Frau Stirnima, die Vermieterin von Felix und Willi. Insgeheim schwärmt sie für Willi, was sie aber nie offen zugeben würde. Ihr Name ist von dem damaligen Hit Gruezi wohl, Frau Stirnimaa! der Gruppe Minstrels abgeleitet. Die Minstrels sind in dem Film ebenfalls zu sehen und zu hören.

## Kritiken
- „Finanzbeamtenposse mit Pointen und Hintersinn.“ (Wertung: 2 Sterne = durchschnittlich) – Adolf Heinzlmeier und Berndt Schulz in Lexikon „Filme im Fernsehen“ (Erweiterte Neuausgabe). Rasch und Röhring, Hamburg 1990, ISBN 3-89136-392-3, S. 902
- „Ein nur wenig erheiterndes, wirklichkeitsfremdes Heinz-Erhardt-Lustspiel.“ – „Lexikon des internationalen Films“[1]
- „Eine hübsche Idee wurde teils überstrapaziert, teils zum Schlagerfilm verwässert. Etwa ab 10 ohne Empfehlung.“ − Evangelischer Filmbeobachter (Ev. Presseverband München, Kritik Nr. 299/1970)